# Begonia mattos-silvae
Espèce
Begonia mattos-silvae est une espèce de plantes de la famille des Begoniaceae. Ce bégonia est originaire du Brésil. L'espèce a été décrite en 1999 par Stephen F. Smith (1948-2012) ; Dieter Carl Wasshausen (1938-…), à la suite des travaux de Lyman Bradford Smith (1904-1997). L'épithète spécifique mattos-silvae signifie « de Mattos-Silva », en hommage à L.A. Mattos-Silva qui a récolté l'holotype en 1979 à Bahia. 

## Répartition géographique
Cette espèce est originaire du pays suivant : Brésil.